# Gnophomyia diacantha
Gnophomyia diacantha är en tvåvingeart som beskrevs av Alexander 1967. Gnophomyia diacantha ingår i släktet Gnophomyia och familjen småharkrankar.
Artens utbredningsområde är Peru. Inga underarter finns listade i Catalogue of Life.